# Penaoola
Penaoola is een spinnengeslacht uit de familie Desidae. De onderliggende soorten komen voor in Zuid-Australië. 

## Onderliggende soorten
- Penaoola algida Davies, 1998
- Penaoola madida Davies, 1998